# Дитрики (Тарновский сельсовет)
Дитрики (бел. Дзі́трыкі) — деревня в Лидском районе Гродненской области Беларуси. В составе Тарновского сельсовета.

## Этимология
По сельским легендам название произошло от реки Дитвы.

## История
В БССР, после процесса развала СССР и в современной Беларуси до 2007—2010 гг., в Дитриках в функционировании и работе находились школа, интернат, библиотека. По содержанию старых архивов, в Дитрики, как и ближайшие около её поселения Тарновского сельсовета и в целом Гродненской области свозили еврейское население Российской Империи, как в самую западную её часть. Год возникновения Дитриков неизвестен. В 1960х-1980х годах, помимо существующих Школьной и Старой улицы, началось строительство улицы Молодёжной. Строительство проводилось в целях обеспечения жилья работников Тарновского колхоза и увелечению населения посёлка. В период 1994—2020 года, на базе Фальковического Лесничества, действовал выборочный участок.

## Население
- 1996 год — 200 жителей, 83 подворьев
- 1999 год — 195 жителей
- 2004 год — 191 жителей, 77 дворов
- 2009 год — 136 жителей
- 2012 год — 132 жителей, 64 хозяйств
- 2015 год — 111 жителей, 56 хозяйств
- 2019 год — 92 жителей

## Достопримечательность
- Фальковическое лесничество
- Дендропарк